# Tullgrenella didelphis
Tullgrenella didelphis es una especie de araña saltarina del género Tullgrenella, familia Salticidae. Fue descrita científicamente por Simon en 1886.
Habita en Bolivia.